# VK–800
A VK–800 (oroszul: ВК–800) orosz gázturbinás hajtómű, melyet a Klimov vállalat fejlesztett ki az 1990-es évek végén. Két változata ismert. A VK–800V szabadturbinás hajtómű helikopterek számára, valamint a VK–800SZ légcsavaros gázturbina változat repülőgépek számára. A típusjelzésben a 800-as szám a hajtómű LE-ben számított maximális teljesítményére utal. Egy- és kéthajtóműves konfigurációban is alkalmazható.

## Története
A könnyű helikopterekhez szánt szabadturbinás hajtómű kifejlesztését a szentpétervári Klimov vállalat saját kezdeményezésére és költségére kezdte el az 1990-es évek végén. A fejlesztési munkába az Ufai Motorgyár is bekapcsolódott. A hajtómű alapjául szolgáló gázgenerátort a moszkvai Dvigatyel–98 motorkiállításon mutatták be. Pénzügyi nehézségek miatt a fejlesztési munkálatokat 2004-ben felfüggesztették és csak néhány év múlva folytatták. 2007-ben bemutatták a párizsi légiszalonon. Időközben áttervezték a hajtóművet, a konstrukciót jelentősen egyszerűsítették, áttervezték a kompresszort. A hajtómű fékpadi tesztjei 2008-ban kezdődtek el.
2018-ban kezdődtek el a légcsavaros gázturbina változat fékpadi próbái. Ezt a hajtóművet az L–410-es utasszállító repülőgéphez ajánlják. Az Oroszországban nagy számban üzemeltetett típuson az importfüggőség csökkentésének jegyében ezzel tervezik lecserélni az eredeti csehszlovák hajtóműveket.

## Jellemzői
Egyszerű felépítésű gázturbina, amely egy egyfokozatú centrifugálkompresszorból és egy darab egyfokozatú turbinából áll. A turbina lapátok nem rendelkeznek hűtéssel. A légcsavaros gázturbina változatnál a gázáram fordított és a szabadturbinás hajtóműtől eltérően egy reduktorral is ellátták.

## Típusváltozatok
- VK–800V – Tengelyteljesítményt szolgáltató, szabadturbinás hajtómű, melyet az Anszat és a Ka–226-os helikoptereken használnak.
- VK–800SZ – Légcsavaros gázturbina, amelyet az L–410-es könnyű utasszállító repülőgépekhez ajánlanak.

## Műszaki adatok (VK–800V)[3]
- Hossz: 1000 mm
- Szélesség: 590 mm
- Magasság: 580 mm
- Száraz tömeg: 140 kg
- Maximális teljesítmény: 600 kW (800 LE)
- Fajlagos üzemanyagfogyasztás: 238 g/LE·h